# 小冷水堆填區
小冷水堆填區（英語：Siu lang Shui Landfill）位於青山西南面的小冷水，是香港一個已關閉的垃圾堆填區，面積達約12公頃。小冷水堆填區於1978年啟用，自1983年起停止運作，土地於2000年完成修復工作。小冷水堆填區內2公頃的土地由於有斑蝶在此過冬，故在2008年被漁農自然護理署鑑定為「具特殊科學價值地點」。